# Global Liveability Ranking
La Economist Intelligence Unit (EIU) pubblica annualmente una classifica, il Global Liveability Ranking, dove 140 città vengono prese in esame secondo parametri di qualità di vita. La capitale dell'Austria, Vienna, si posiziona per il 2018 al primo posto. Melbourne, in Australia, è stata classificata al primo posto tra il 2011 e il 2017.
In Siria, Damasco è risultata essere la meno vivibile nel 2018.
Prima del 2011, Vancouver, Canada, risultava al primo posto dal 2002 al 2010.
Le città australiane, canadesi e neozelandesi solitamente dominano le classifiche nelle prime posizioni. Nel 2010 il The New York Times critica la Economist Intelligence Unit per il fatto di dare considerazione maggiore a realtà anglosassoni: "The Economist clearly equates livability with speaking English."
La EIU pubblica anche il Worldwide Cost of Living Survey che compara il costo della vita.

## 2018

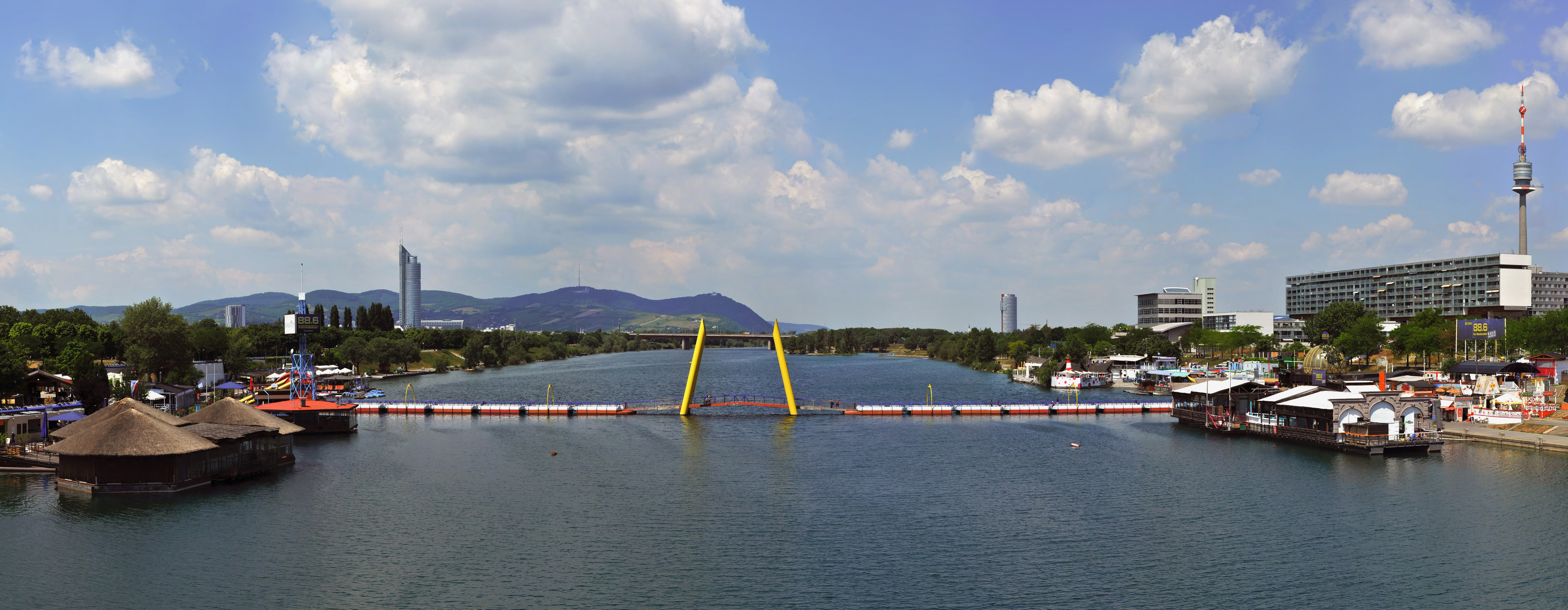
Vienna, Austria

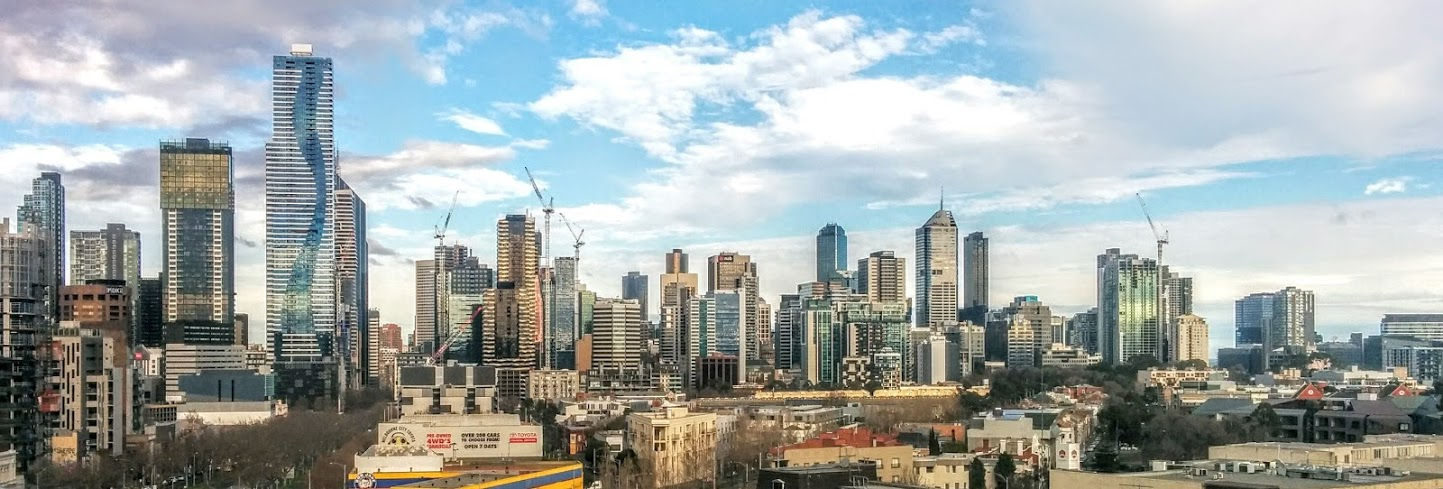
Melbourne, Australia

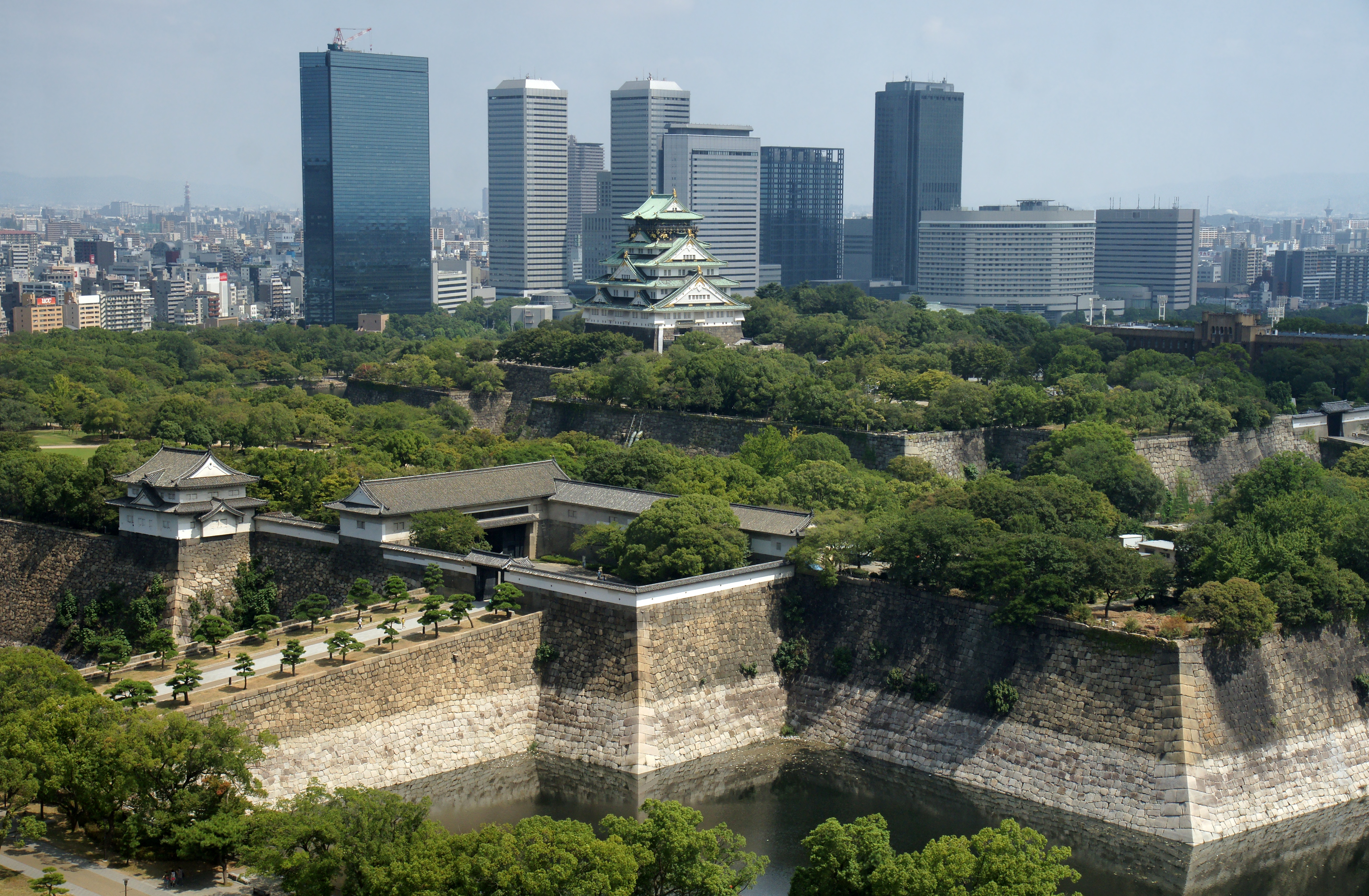
Osaka, Giappone

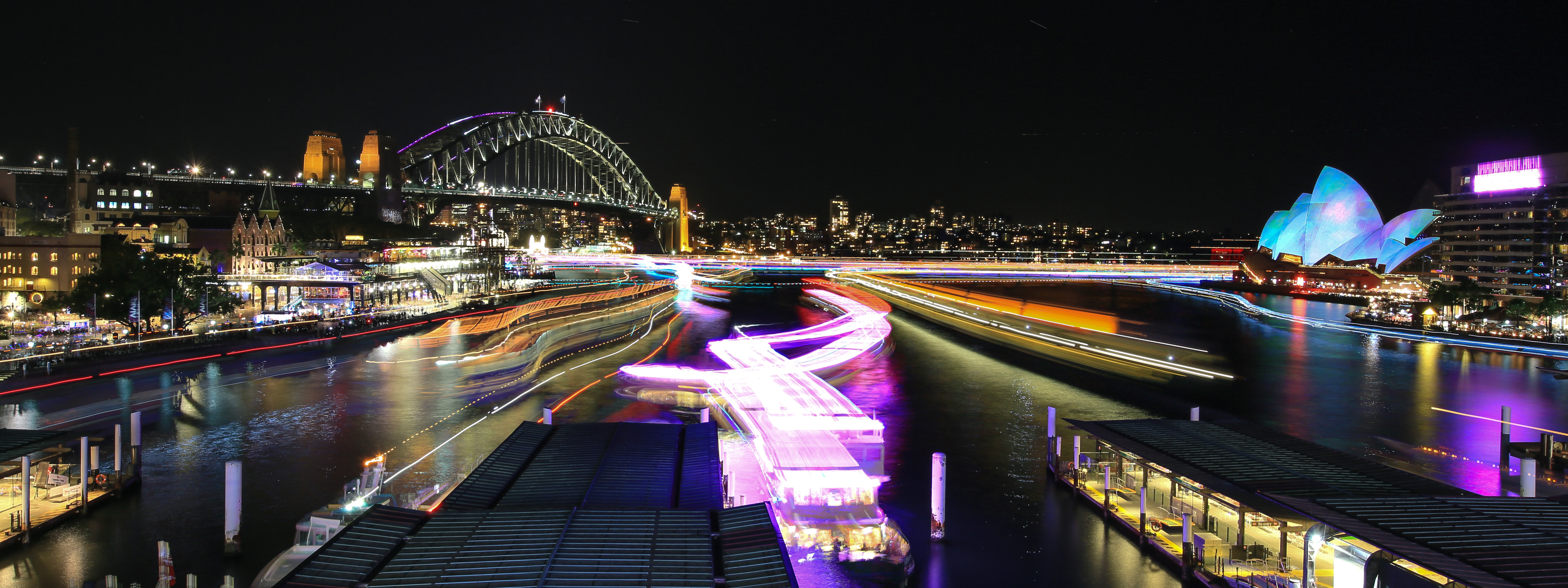
Sydney, Australia

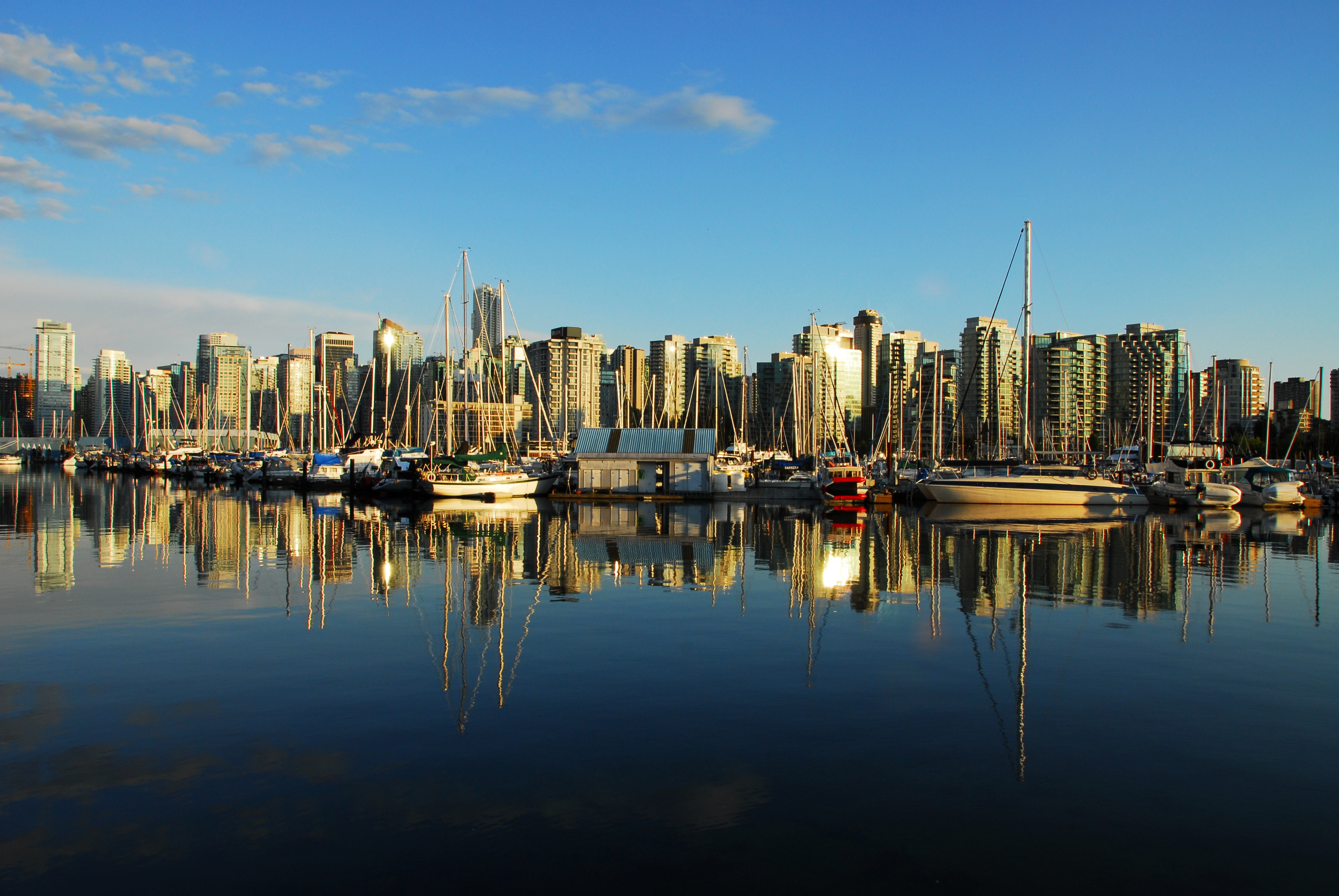
Vancouver, Canada

Tokyo, Giappone

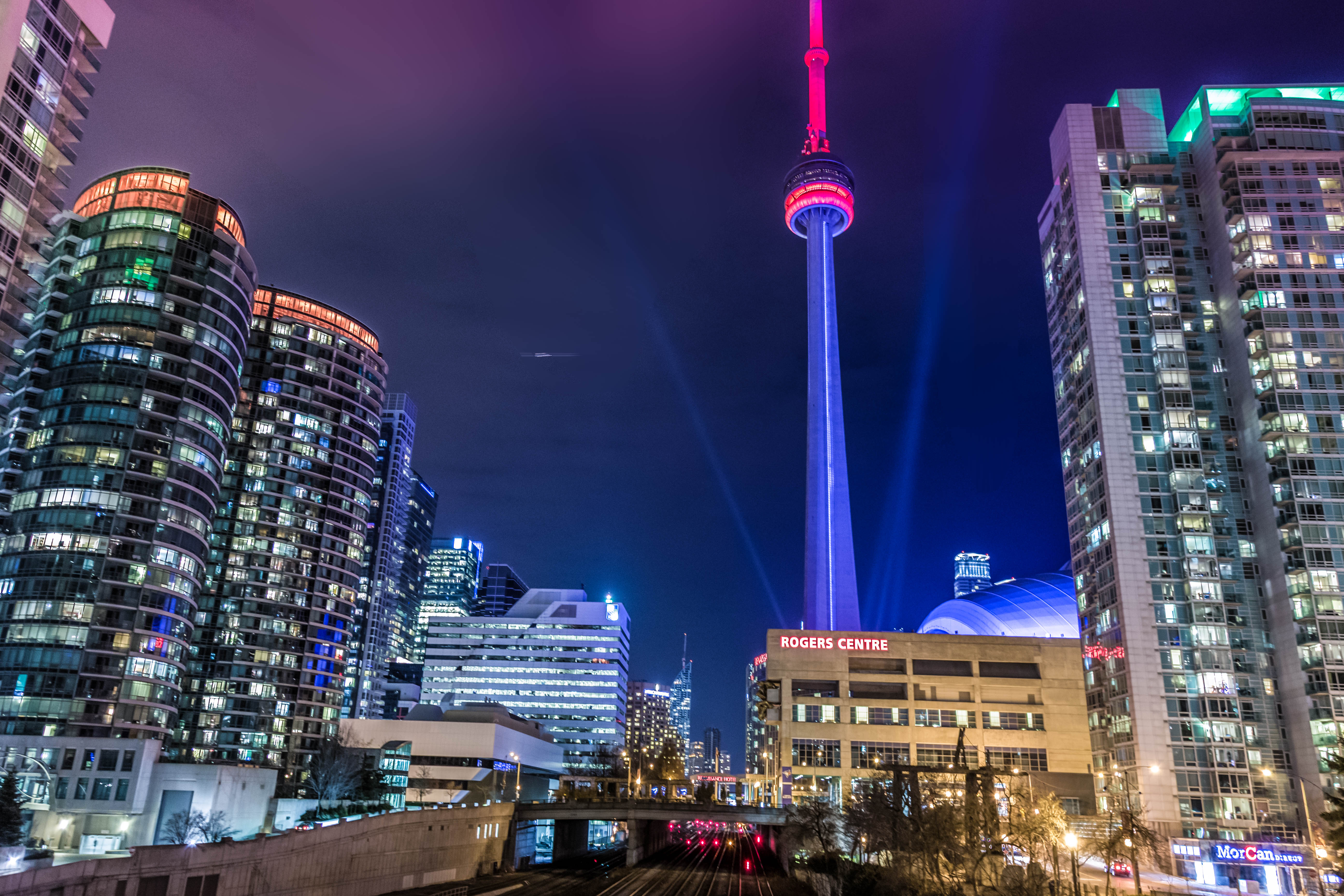
Toronto, Canada

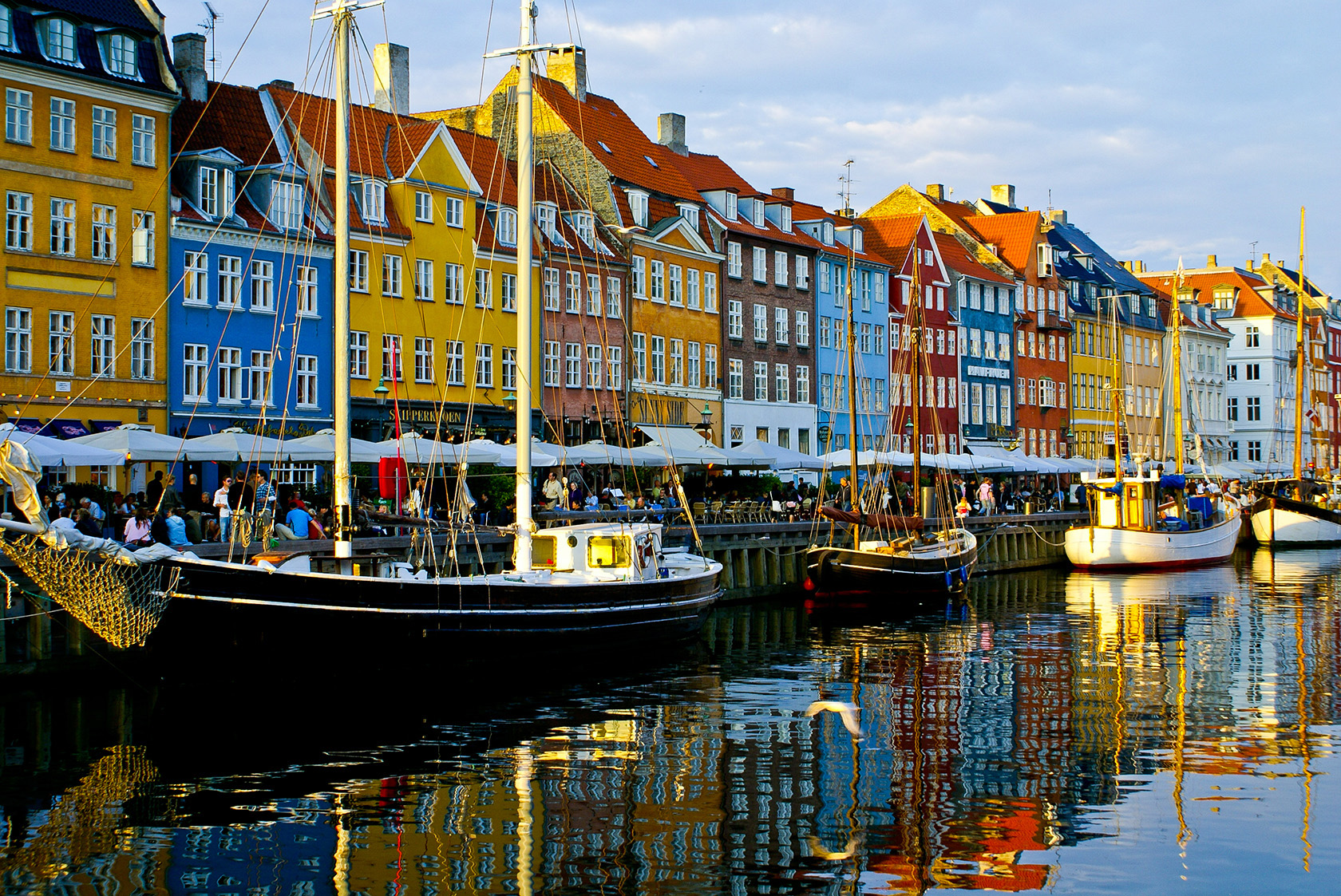
Copenaghen, Danimarca

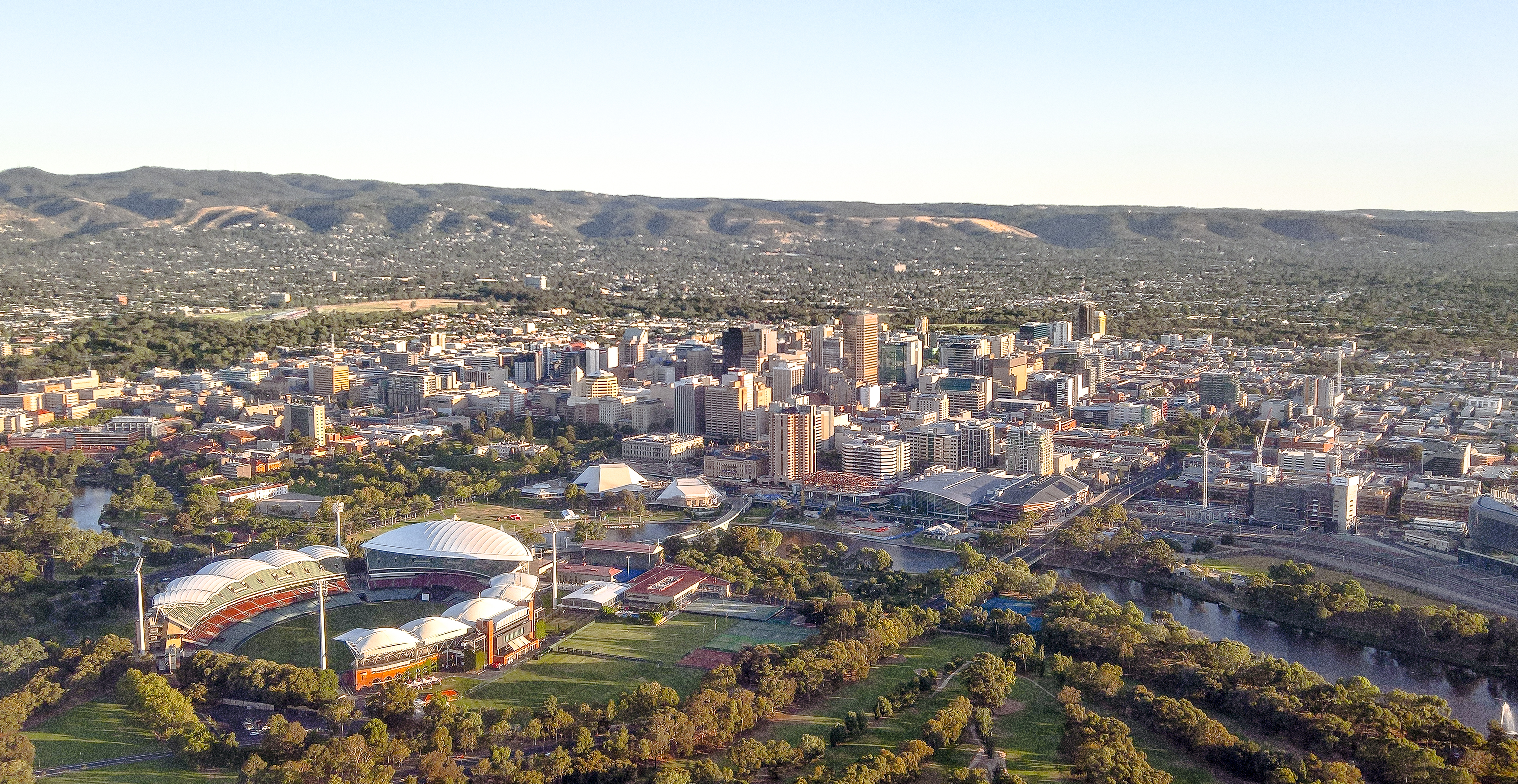
Adelaide, Australia

Prime 10 del 2018:
1. Vienna, Austria
2. Melbourne, Australia
3. Osaka, Giappone
4. Calgary, Canada
5. Sydney, Australia
6. Vancouver, Canada
7. Tokyo, Giappone
8. Toronto, Canada
9. Copenaghen, Danimarca
10. Adelaide, Australia

## 2017
Prime 10 del 2017:
1. Melbourne, Australia
2. Vienna, Austria
3. Vancouver, Canada
4. Toronto, Canada
5. Calgary, Canada
6. Adelaide, Australia
7. Perth, Australia
8. Auckland, Nuova Zelanda
9. Helsinki, Finlandia
10. Amburgo, Germania

## 2016
Prime 10 del 2016:
1. Melbourne, Australia
2. Vienna, Austria
3. Vancouver, Canada
4. Toronto, Canada
5. Calgary, Canada
6. Adelaide, Australia
7. Perth, Australia
8. Auckland, Nuova Zelanda
9. Helsinki, Finlandia
10. Amburgo, Germania

## 2015
Prime 10 del 2015:
1. Melbourne, Australia
2. Vienna, Austria
3. Vancouver, Canada
4. Toronto, Canada
5. Calgary, Canada
6. Adelaide, Australia
7. Sydney, Australia
8. Perth, Australia
9. Auckland, Nuova Zelanda
10. Helsinki, Finlandia
11. Zurigo, Svizzera